# سفارة كوستاريكا في المملكة المتحدة
سفارة كوستاريكا في المملكة المتحدة هي أرفع تمثيل دبلوماسي لدولة كوستاريكا لدى المملكة المتحدة. تقع السفارة في لندن وهي تهدف لتعزيز المصالح الكوستاريكية في المملكة المتحدة.

## وصلات خارجية
- قائمة سفارات كوستاريكا
- قائمة السفارات في المملكة المتحدة